# Diphyllobothrium tetrapterus
Diphyllobothrium tetrapterus är en plattmaskart. Diphyllobothrium tetrapterus ingår i släktet Diphyllobothrium och familjen Diphyllobothriidae. Inga underarter finns listade i Catalogue of Life.